# Monophlebulus fuscus
Monophlebulus fuscus är en insektsart som först beskrevs av William Miles Maskell 1893.  Monophlebulus fuscus ingår i släktet Monophlebulus och familjen pärlsköldlöss. Inga underarter finns listade i Catalogue of Life.